# المدود (حالمين)

تعديل مصدري - تعديل

المدود هي إحدى قرى عزلة حبيل الريدة بمديرية حالمين التابعة لمحافظة لحج، بلغ تعداد سكانها 190 نسمة حسب تعداد اليمن لعام 2004.